# Pontinia
Pontinia é uma comuna italiana da região do Lácio, província de Latina, com cerca de 12.818 habitantes. Estende-se por uma área de 112 km², tendo uma densidade populacional de 114 hab/km². Faz fronteira com Latina, Priverno, Sabaudia, Sezze, Sonnino, Terracina.

## Demografia
| Variação demográfica do município entre 1861 e 2011                               |
|                                                                                   |
| Fonte: Istituto Nazionale di Statistica (ISTAT) - Elaboração gráfica da Wikipedia |